# Pascal, le grand frère
Pour les articles homonymes, voir Le Grand Frère.
Pascal, le grand frère (ou Le Grand Frère) est une émission de télévision française diffusée sur TF1 en deuxième partie de soirée de janvier 2006 à juillet 2013 avec Pascal Soetens à l'animation (version originale). De juin 2014 à août 2016, une deuxième version est diffusée sur NT1 avec Pascal Maquin. L'émission fait son retour sur C8 le 25 octobre 2017 avec Pascal Soetens, reprenant son rôle d'animateur. Elle est produite par Julien Courbet via sa maison de production La Concepteria, et réalisée par Sylvain Ginioux.

## Principe
Un animateur nommé Pascal intervient dans une famille, sur demande des parents, pour remettre sur le droit chemin un adolescent en manque de repères. Son rôle : rétablir l’écoute et un climat de confiance au sein de familles où parents et adolescents vivent des situations conflictuelles.
Précisons que le contenu de l'émission ne correspond en aucun cas aux pratiques réelles de l'éducation spécialisée, s'apparentant davantage à une forme de coaching adaptée à un format télévisé.
Le premier protagoniste de la série est Pascal Soetens, âgé de 42 ans en 2012, animateur en centre social et passionné d’arts martiaux, habitué de l'accompagnement des adolescents en difficulté. En 2012, il décide de quitter TF1 car l'émission est diffusée de manière irrégulière. Pascal Soetens sera coach dans l'émission Star Academy diffusée sur NRJ 12 , TF1 ayant trouvé un nouvel animateur pour l'émission .
Pascal Maquin, 35 ans, est le nouveau « grand frère » à partir du 2 juillet 2013. Véritable acteur de l'éducation populaire, il a occupé de nombreux postes : animateur, directeur de séjour jeunes, médiateur, animateur socioculturel et éducateur spécialisé. Il est aujourd'hui éducateur spécialisé au sein d'un CLSPD (conseil local de sécurité et de prévention de la délinquance). Ancien athlète de haut niveau, Pascal pratique le taekwondo. Il est d'ailleurs 4e dan. Le 8 janvier 2014, TF1 a toutefois décidé d'arrêter l'émission incarnée par le nouveau « grand frère ». Cela fait suite à la mauvaise audience de l'émission du 2 juillet 2013. Cependant, l'émission est rediffusée sur NT1 depuis le 4 juin 2014. L'émission revient sur C8 à partir du 25 octobre 2017, et marque le retour de Pascal Soetens.

## Déroulement
Tous les jeunes sont au courant de la venue de Pascal. Le tournage dure neuf jours en immersion totale (Pascal dort dans la chambre du jeune). Pascal avoue avoir gardé le contact avec les familles (il leur laisse son numéro de téléphone portable et son adresse MSN Messenger) et retourne voir certains participants de l'émission.

## Émissions et audiences
L'émission est diffusée le mercredi et le dimanche sur NT1 en fin d'après-midi. L'émission a toujours réalisé des audiences correctes : entre 1,7 et 3,355 millions de téléspectateurs avec une part d'audience comprise entre 18,1 et 40,4 %. Le 4 juin 2014, la nouvelle version avec Pascal Maquin sur NT1 attire seulement 340 000 téléspectateurs et 1,4 % de PDA. Le 25 octobre 2017, pour le retour de la version originale de Pascal Le Grand Frère sur C8 avec Pascal Soetens, l'émission attire 786 000 téléspectateurs et 3,4 % du public. Un bon score encourageant pour la chaîne.
| Chaîne         | Date de l'émission                                               | Émission n°      | Ado aidé                                                    | Audience | Part de marché                                  |
| -------------- | ---------------------------------------------------------------- | ---------------- | ----------------------------------------------------------- | --- | ----------------------------------------------- |
| TF1            | 6 janvier 2006                                                   | 1                | Jeff (17 ans)                                               | 7 500 000 |                                                 |
| TF1            | 3 mars 2006                                                      | 2                | Teddy (19 ans)                                              | |                                                 |
| TF1            | 5 juin 2006                                                      | 3                | Ghislain (16 ans)                                           | |                                                 |
| TF1            | 3 octobre 2006                                                   | 4                | Barbara (16 ans)                                            | |                                                 |
| TF1            | 21 novembre 2006                                                 | 5                | Gilda (16 ans)                                              | |                                                 |
| TF1            | 19 décembre 2006                                                 | 6                | Aurélien (16 ans)                                           | |                                                 |
| TF1            | 6 février 2007                                                   | 7                | Coralie (16 ans)                                            | |                                                 |
| TF1            | 20 mars 2007                                                     | 8                | Priscillia (17 ans)                                         | |                                                 |
| TF1            | 24 avril 2007                                                    | 9                | Brian (17 ans)                                              | |                                                 |
| TF1            | 24 novembre 2007                                                 | 10               | Margaux (17 ans)                                            | |                                                 |
| TF1            | 9 janvier 2008                                                   | 11               | Maud (18 ans)                                               | |                                                 |
| TF1            | 5 février 2008                                                   | 12               | Alexandre (19 ans)                                          | 2 764 000 | 28,8 %                                          |
| TF1            | 11 mars 2008                                                     | 13               | Thibault (16 ans)                                           | 2 410 000 | 40,4 %                                          |
| TF1            | 29 avril 2008                                                    | 14               | Flora (15 ans)                                              | |                                                 |
| TF1            | 17 juin 2008                                                     | 15               | Kataree (15 ans)                                            | |                                                 |
| TF1            | 21 octobre 2008                                                  | 16               | Prescillia (20 ans)                                         | |                                                 |
| TF1            | 25 novembre 2008                                                 | 17               | Anaïs (18 ans)                                              | |                                                 |
| TF1            | 27 janvier 2009                                                  | 18               | Éric (15 ans)                                               | 3 355 000 | 27,6 %                                          |
| TF1            | 7 avril 2009                                                     | 19               | David (17 ans)                                              | 1 867 000 | 28,7 %                                          |
| TF1            | 19 mai 2009                                                      | 20               | Flora (18 ans)                                              | 2 000 000 | 32,7 %                                          |
| TF1            | 23 juin 2009                                                     | 21               | Prescillia (17 ans)                                         | 2 543 000 | 31 %                                            |
| TF1            | 29 septembre 2009                                                | 22               | Julien (17 ans)                                             | 1 700 000 | 32 %                                            |
| TF1            | 3 novembre 2009                                                  | 23               | Marie (17 ans)                                              | 2 300 000 | 32,2 %                                          |
| TF1            | 8 décembre 2009                                                  | 24               | Dylan (16 ans)                                              | 2 100 000 | 21,6 %                                          |
| TF1            | 16 février 2010                                                  | 25               | Doriane (18 ans)                                            | 2 000 000 | 18,1 %                                          |
| TF1            | 20 avril 2010                                                    | 26               | Laurent (16 ans) et sa sœur Mélanie (19 ans)                | 1 900 000 | 32,8 %                                          |
| TF1            | 18 mai 2010                                                      | 27               | Mathieu (17 ans)                                            | 1 800 000 | 28,8 %                                          |
| TF1            | 28 septembre 2010                                                | 28               | Yves (17 ans)                                               | 1 867 000 | 17 %                                            |
| TF1            | 14 décembre 2010                                                 | 29               | Cindy (17 ans)                                              | 1 900 000 | 21 %                                            |
| TF1            | 8 février 2011                                                   | 30               | 5 ans après, que sont-ils devenus?                          | 1 600 000 | 22,9 %                                          |
|                | 7 avril 2011                                                     | 31               | Jason (18 ans)                                              | 1 300 000 | 24,0 %                                          |
| 27 mai 2011    | 32                                                               | Margot (16 ans)  | 1 400 000                                                   | 20,4 % |                                                 |
|                | 17 janvier 2012                                                  | 33               | Swan (17 ans)                                               | 1 500 000 | 19 %                                            |
| 25 mai 2012    | 34                                                               | Marine (16 ans)  | 2 120 000                                                   | 27,9 % |                                                 |
| 28 août 2012   | 35                                                               | Belinda (18 ans) | 1 650 000                                                   | 21,6 % |                                                 |
| 2 juillet 2013 | 36                                                               | Bixente (17 ans) | 2 010 000                                                   | 18,6 % du public. Auprès des femmes de moins de 50 ans, le nouveau Pascal, le grand frère a affiché 24 %. Malgré ces scores en baisse, le programme a conservé la tête des audiences. |                                                 |
|                |                                                                  |                  |                                                             | |                                                 |
| NT1            | 4 juin 2014                                                      | 37               | Fiona (16 ans)                                              | 340 000 | 1re émission sur NT1 avec Pascal Maquin - 1,4 % |
| NT1            | 11 juin 2014                                                     | 38               | Antoine (16 ans)                                            | 549 000 | 2,3 %                                           |
| NT1            | 18 juin 2014                                                     | 39               | Steven (18 ans)                                             | 452 000 | 1,8 %                                           |
| NT1            | 25 juin 2014 (rediffusion)                                       | 36-bis           | Bixente (17 ans)                                            | 455 000 | 1,8 %                                           |
| NT1            | 2 juillet 2014                                                   | 40               | Ludivine (19 ans)                                           | 693 000 | 3,1 %                                           |
| NT1            | 14 novembre 2014                                                 | 41               | Tatiana (18 ans)                                            | 327 000 | 1,3 %                                           |
| NT1            | 17 avril 2015                                                    | 42               | Sarah (15 ans)                                              | 602 000 | 2,6 %                                           |
| NT1            | 4 septembre 2015                                                 | 43               | Jason (18 ans) (Le même Jason de l'épisode du 7 avril 2011) | 395 000 | 1,7 %                                           |
| NT1            | 11 septembre 2015                                                | 44               | Corinne (15 ans)                                            | 355 000 | 1,6 %                                           |
| NT1            | 18 septembre 2015                                                | 45               | Basilio (15 ans)                                            | 431 000 | 1,8 %                                           |
| NT1            | 15 octobre 2015                                                  | 46               | Laura (19 ans)                                              | 412 000 | 1,7 %                                           |
| NT1            | 22 janvier 2016                                                  | 47               | Morgane (16 ans)                                            | 482 000 | 2,0 %                                           |
| NT1            | 29 janvier 2016                                                  | 48               | Grégory (17 ans)                                            | 343 000 | 1,4 %                                           |
| NT1            | 22 juin 2016                                                     | 49               | Pierrick (16 ans)                                           | 419 000 | 1,9 %                                           |
| NT1            | 21 juillet 2016                                                  | 50               | Océane (15 ans)                                             | 312 000 | 1,6 %                                           |
| NT1            | 11 août 2016                                                     | 51               | Manon (16 ans)                                              | 284 000 | 1,4 %                                           |
|                |                                                                  |                  |                                                             | |                                                 |
| C8             | 25 octobre 2017                                                  | 52               | Florian (18 ans) et son frère jumeau Thomas (18 ans)        | 786 000 | 1re émission sur C8 avec Pascal Soetens - 3,4 % |
| C8             | 25 octobre 2017 (rediffusion d'SOS : Ma famille a besoin d'aide) | 53               | Laura (17 ans)                                              | 451 000 | 3,1 %                                           |
| C8             | 25 octobre 2017 (rediffusion d'SOS : Ma famille a besoin d'aide) | 54               | Pauline (15 ans)                                            | 164 000 | 2,7 %                                           |
| C8             | 28 février 2018                                                  | 55               | Anaïs (16 ans)                                              | 478 000 | 2 %                                             |
| C8             | 7 mars 2018                                                      | 56               | Anaëlle (16 ans)                                            | 553 000 | 2,4 %                                           |
| C8             | 26 avril 2018                                                    | 57               | Julien (18 ans) et son frère Nicolas (15 ans)               | 369 000 | 1,6 %                                           |
| C8             | 2 janvier 2019 (au bout du monde)                                | 58               | Alexandra, Aurore, Anthony et Louis-Marie (Mongolie)        | 322 000 | 1,4 %                                           |

## Rappeurs
Des rappeurs ont fait leurs apparitions :
| Date de l'émission | Rappeurs vus                   | Adolescent rencontré |
| ------------------ | ------------------------------ | -------------------- |
| 11 septembre 2015  | Chaib et son producteur Younes | Corinne (15 ans)     |
| 18 septembre 2015  | Alibi Montana                  | Basilio (15 ans)     |

## Polémiques
- En mars 2009, soit huit mois après la diffusion de l'émission du 17 juin 2008, le CSA a écrit à TF1, reprochant à la chaîne de ne pas avoir respecté sa convention vis-à-vis des mineurs[26].
- En novembre 2009, Le Parisien révèle qu'au moins un épisode de l'émission (celui avec Dylan) aurait été scénarisé en se basant sur un séquencier détaillant le tournage du 29 octobre 2009 au 7 novembre 2009[27].

## Adaptations à l'étranger
En Espagne, l'émission a été adaptée sous le titre El hermano mayor (Le Grand Frère) et présentée par le champion olympique de water-polo, Pedro Garcia Aguado. Elle a été diffusée pour la première fois le 24 avril 2009 sur la chaine Cuatro.
En Italie, l'émission a été adaptée sous le titre Il fratello maggiore (Le Grand Frère) et sera présentée par le vice-champion olympique de Boxe Clemente Russo. Elle est diffusée sur la chaine Italia 1 à partir du 21 mars 2012.

## Opération Tambacounda
L'émission a fait l'objet d'une émission dérivée en deux parties intitulée Opération Tambacounda.
Présenté par Pascal, qui y reprend son rôle d'éducateur de jeunes en difficulté, mais cette fois-ci lors de « séjours de rupture » à l'étranger, et par Béatrice, dont le rôle est de favoriser le contact avec la population locale. Les jeunes en difficulté sont au nombre de cinq. Ils ont pour mission de retrouver le droit chemin en vivant en communauté. L’émission a été critiquée par un travailleur social .
Dans la première saison, le tournage de l'émission Opération Tambacounda s'est déroulé dans le village de Dialacotto, près de Tambacounda, au Sénégal à 500 kilomètres de la capitale Dakar (et à 5 000 km de chez eux) durant dix jours.
| Épisode | Jour et horaire de diffusion         | Téléspectateurs | Parts de marché (sur les 4 ans et plus) | Référence |
| ------- | ------------------------------------ | --------------- | --------------------------------------- | --------- |
| 1       | vendredi 22 janvier 2010 23:25-00:45 | 1 900 000       | 33,2 %                                  | [ 31 ]    |
| 2       | vendredi 29 janvier 2010 23:25-00:45 | 2 270 000       | 28,7 %                                  |           |

Une seconde édition a été diffusée le 11 et 18 février 2011, le tournage a eu lieu au Gabon.
| Épisode | Jour et horaire de diffusion         | Téléspectateurs | Parts de marché (sur les 4 ans et plus) | Référence |
| ------- | ------------------------------------ | --------------- | --------------------------------------- | --------- |
| 1       | vendredi 11 février 2011 23:25-00:45 | 2 478 000       | 18,4 %                                  | [ 32 ]    |
| 2       | vendredi 18 février 2011 23:25-00:45 | 2 700 000       | 22 %                                    | [ 33 ]    |

La troisième édition, diffusée le 24 juin et le 1er juillet, s'est déroulée au Sri Lanka.
| Épisode | Jour et horaire de diffusion          | Téléspectateurs | Parts de marché (sur les 4 ans et plus) | Référence |
| ------- | ------------------------------------- | --------------- | --------------------------------------- | --------- |
| 1       | vendredi 24 juin 2011 23:25-00:45     | 1 280 000       | 19,2 %                                  | [ 34 ]    |
| 2       | vendredi 1er juillet 2011 23:25-00:45 | 1 200 000       | 15,3 %                                  |           |